# Болярци (Кырджалийская область)
Болярци (болг. Болярци) — село в Болгарии. Находится в Кырджалийской области, входит в общину Кырджали. Население составляет 150 человек.

## Политическая ситуация
В местном кметстве Рани-Лист, в состав которого входит Болярци, должность кмета (старосты) исполняет Файтин Нури Мурад (Движение за права и свободы (ДПС)) по результатам выборов.
Кмет (мэр) общины Кырджали — Хасан Азис (Движение за права и свободы (ДПС)) по результатам выборов.